# Nikola Stijepović
Nikola Stijepović (in serbo Никола Стијеповић?; Podgorica, 2 novembre 1993) è un calciatore montenegrino, difensore del Suhareka.

## Carriera

### Club
Il 16 luglio 2018 viene acquistato a titolo definitivo dalla squadra albanese del Kastrioti.
In tutto, conta 32 presenze nella prima divisione macedone, 17 presenze nella prima divisione albanese e 6 presenze nella prima divisione georgiana; inoltre ha giocato nella prima divisione montenegrina e conta 17 presenze in varie edizioni delle coppe europee.

### Nazionale
Debutta con la maglia della nazionale montenegrina Under-21 il 7 settembre 2012 nella partita valida per le qualificazioni all'Europeo 2013, pareggiata per 0-0 contro la Repubblica Ceca.

## Statistiche

### Cronologia presenze e reti in nazionale
| Cronologia completa delle presenze e delle reti in nazionale ― Montenegro under 21 | Cronologia completa delle presenze e delle reti in nazionale ― Montenegro under 21 | Cronologia completa delle presenze e delle reti in nazionale ― Montenegro under 21 | Cronologia completa delle presenze e delle reti in nazionale ― Montenegro under 21 | Cronologia completa delle presenze e delle reti in nazionale ― Montenegro under 21 | Cronologia completa delle presenze e delle reti in nazionale ― Montenegro under 21 | Cronologia completa delle presenze e delle reti in nazionale ― Montenegro under 21 | Cronologia completa delle presenze e delle reti in nazionale ― Montenegro under 21 |
| Data                                                                               | Città                                                                              | In casa                                                                            | Risultato                                                                          | Ospiti                                                                             | Competizione                                                                       | Reti                                                                               | Note                                                                               |
| ---------------------------------------------------------------------------------- | ---------------------------------------------------------------------------------- | ---------------------------------------------------------------------------------- | ---------------------------------------------------------------------------------- | ---------------------------------------------------------------------------------- | ---------------------------------------------------------------------------------- | ---------------------------------------------------------------------------------- | ---------------------------------------------------------------------------------- |
| 7-9-2012                                                                           | Niksic                                                                             | Montenegro under 21                                                                | 0 – 0                                                                              | Rep. Ceca under 21                                                                 | Qual. Europeo Under-21 2013                                                        | -                                                                                  |                                                                                    |
| Totale                                                                             |                                                                                    | Presenze                                                                           | 1                                                                                  |                                                                                    | Reti                                                                               | 0                                                                                  |                                                                                    |

## Palmarès

### Competizioni nazionali
- Campionato montenegrino: 4

Sutjeska: 2012-2013, 2013-2014, 2017-2018, 2021-2022
- Coppa del Montenegro: 2

Sutjeska: 2016-2017, 2022-2023
- Supercoppa di Georgia: 1

T'orp'edo Kutaisi: 2019